# W trójkącie
W trójkącie (ang. Triangle of Sadness) – szwedzko-francusko-brytyjsko-niemiecki komediodramat z 2022 roku w reżyserii Rubena Östlunda. Film został nagrodzony Złotą Palmą na 75. MFF w Cannes. Zdobył cztery Europejskie Nagrody Filmowe: dla najlepszego filmu, reżysera, scenariusza i aktora. Obraz nominowano też do Złotego Globu za najlepszy film komediowy lub musical oraz dla najlepszej aktorki drugoplanowej (Dolly de Leon).
Zdjęcia do filmu powstały w Grecji (m.in. plaża Hiliadou na wyspie Eubea, jacht na Morzu Jońskim) oraz w Szwecji (wnętrza jachtu kręcone w studiu filmowym w Trollhättan). W filmie wykorzystano jacht motorowy "Christina O".Produkcja była kilkukrotnie przerywana ze względu na kolejne fale pandemii.

## Fabuła
Para modeli-influencerów podróżuje na ekskluzywnym jachcie wśród bogaczy. Sztorm doprowadza do komplikacji, które niweczą dotychczasową drabinę społeczną na statku.

## Główne role[4]
- Harris Dickinson - Carl
- Charlbi Dean - Yaya
- Woody Harrelson - kapitan
- Dolly de Leon - Abigail
- Zlatko Burić - Dimitry

## Odbiór
Film uzyskał liczne nagrody, odbiór na agregatorach recenzji był umiarkowanie przychylny: na Rotten Tomatoes film uzyskał 71% pozytywnych recenzji oraz ogólną ocenę 63 na Metacritic.
Michał Walkiewicz z serwisu Filmweb punktował regres w twórczości reżysera, pisząc: „W najnowszym filmie obrywa się beneficjentom »późnego kapitalizmu«, lecz zamiast nokautu dostajemy wymęczone zwycięstwo na punkty. To sprawnie zrealizowany, zabawny i przewrotny film, który byłby perłą w koronie niejednego satyryka z kamerą. W przypadku Östlunda (...) to jednak krok wstecz”.

## Nagrody i nominacje[1]
| Data ceremonii             | Nagroda          | Kategoria                            | Odbiorca      | Rezultat  |
| -------------------------- | ---------------- | ------------------------------------ | ------------- | --------- |
| Festiwal Filmowy w Cannes  | 17-28 maja 2022  | Złota Palma                          | Ruben Östlund | Wygrana   |
| Europejska Nagroda Filmowa | 10 grudnia 2022  | Najlepszy film                       | Ruben Östlund | Wygrana   |
| Europejska Nagroda Filmowa | 10 grudnia 2022  | Najlepszy reżyser                    | Ruben Östlund | Wygrana   |
| Europejska Nagroda Filmowa | 10 grudnia 2022  | Najlepszy scenarzysta                | Ruben Östlund | Wygrana   |
| Europejska Nagroda Filmowa | 10 grudnia 2022  | Najlepszy aktor                      | Zlatko Burić  | Wygrana   |
| Złoty Glob                 | 10 stycznia 2023 | Najlepszy film komediowy lub musical | Ruben Östlund | Nominacja |
| Złoty Glob                 | 10 stycznia 2023 | Najlepsza aktorka drugoplanowa       | Dolly de Leon | Nominacja |